# Manuel Torres Molina
Manuel Torres Molina (Granada, 29 de septiembre de 1883-Granada, 8 de febrero de 1967) fue un fotógrafo español, autor de algunas de las fotografías históricas de Granada durante la primera mitad del siglo XX. Tuvo una intensa actividad en la Alhambra y el Generalife.